# Demet Akbağ
Demet Akbağ, nascuda com a Demet İybar, (Denizli, 23 de desembre de 1959) és una actriu de teatre, TV i cinema turca. S'ha casat tres vegades i Akbağ és el cognom que va adoptar del seu primer marit. Actualment està casada amb Zafer Çika, des del 1999, i tenen un fill, Ali, nascut l'any 2000.